# 藤原鷹養
藤原 鷹養（ふじわら の たかかい）は、平安時代初期の貴族。藤原南家豊成流、右衛門権佐・藤原長道の子。官位は従五位上・越中守。

## 経歴
紀伊守在任中の延暦23年（804年）に桓武天皇の紀伊国行幸があり、従五位上に昇叙された。大同3年（808年）造西寺長官。
弘仁元年（810年）薬子の変終結後に民部大輔に任ぜられる。弘仁3年（812年）越中守に任ぜられ地方官に転じる。弘仁5年（814年）後任の越中守に登美藤津が任ぜられており、それまでに鷹養は卒去したか。なお、翌弘仁6年（815年）に官物横領を理由に、越中介・大伴黒成ら越中国の国司が官職を解かれたが、鷹養は既に没していたことを理由に免罪されている。

## 官歴
『日本後紀』による。
- 時期不詳：従五位下。紀伊守
- 延暦23年（804年） 10月12日：従五位上
- 大同3年（808年） 11月27日：造西寺長官
- 弘仁元年（810年） 9月27日：民部大輔
- 弘仁3年（812年） 正月12日：越中守